# 措尔格
措尔格是德国下萨克森州的一个市镇。总面积2.21平方公里，总人口1073人，其中男性499人，女性574人（2011年12月31日），人口密度486人/平方公里。